# Darin Brooks
Darin Lee Brooks (Honolulu, 27 de maio de 1984) é um ator americano. Ele é mais conhecido por Max Brady em Days of Our Lives, Alex Moran em Blue Mountain State e Blue Mountain State: The Rise of Thadland, e Wyatt Spencer em The Bold and the Beautiful.

## Vida pessoal
Nasceu e foi criado em Honolulu no Havaí. Tem ascendência belga, polonesa, escocesa e norueguesa.
Em 2010, começou a namorar a atriz Kelly Kruger após se conhecerem nas filmagens de Blue Mountain State. Em 21 de março de 2016, se casou com Kelly em uma cerimônia no seu estado natal.
Alguns de seus passatempos são surfar, cantar e tocar guitarra. Em fevereiro de 2014, Darin e Kelly foram parceiros de uma organização chamada Aid Still Required.

## Filmografia
| Ano  | Título                                    | Papel            | Notas          |
| ---- | ----------------------------------------- | ---------------- | -------------- |
| 2005 | Staring at the Sun                        | Smoker #1        | Curta-metragem |
| 2010 | Spotlight                                 | Austin Pembelton | Curta-metragem |
| 2012 | Choices                                   | Jeff Hayes       | Curta-metragem |
| 2012 | Bad Girls                                 | Benny            | Telefilme      |
| 2012 | The Seven Year Hitch                      | Kevin            | Telefilme      |
| 2013 | Liars All                                 | Brax             |                |
| 2016 | Blue Mountain State: The Rise of Thadland | Alex Moran       |                |

### Televisão
| Ano     | Título                     | Papel         | Notas                                          |
| ------- | -------------------------- | ------------- | ---------------------------------------------- |
| 2005–10 | Days of Our Lives          | Max Brady     | Principal                                      |
| 2010–11 | Blue Mountain State        | Alex Moran    | Principal                                      |
| 2010    | Miss Behave                | Blake Owens   | Recorrente                                     |
| 2011    | CSI: Miami                 | Ian Kaufman   | Convidado; "F-T-F"                             |
| 2011    | Castle                     | Nick, Jr.     | Convidado; "Slice of Death"                    |
| 2013    | Bloomers                   | Ryan          | Convidado; "Unexpecting" e "Mum's the Word"    |
| 2013–18 | The Bold and the Beautiful | Wyatt Spencer | Principal                                      |
| 2013    | Super Fun Night            | Jason         | Convidado; "Engagement Party" e "Dinner Party" |

## Prêmios e indicações
- 2008 - Emmy do Daytime de "Outstanding Younger Actor" por Max Brady em Days of Our Lives (Indicado)
- 2009 - Emmy do Daytime de "Outstanding Younger Actor" por Max Brady em Days of Our Lives (Vencedor)[3]
- 2014 - Indie Series Awards de "Best Guest Star, Comedy" por Ryan em Bloomers (Indicado)